# 養老町
養老町（日语：／ Yōrō chō */?）為岐阜縣西部養老郡的町，面積為72.29平方（27.91平方英里），據2018年統計，常住人口有10,356戶（29,309人），即每平方公里405人。

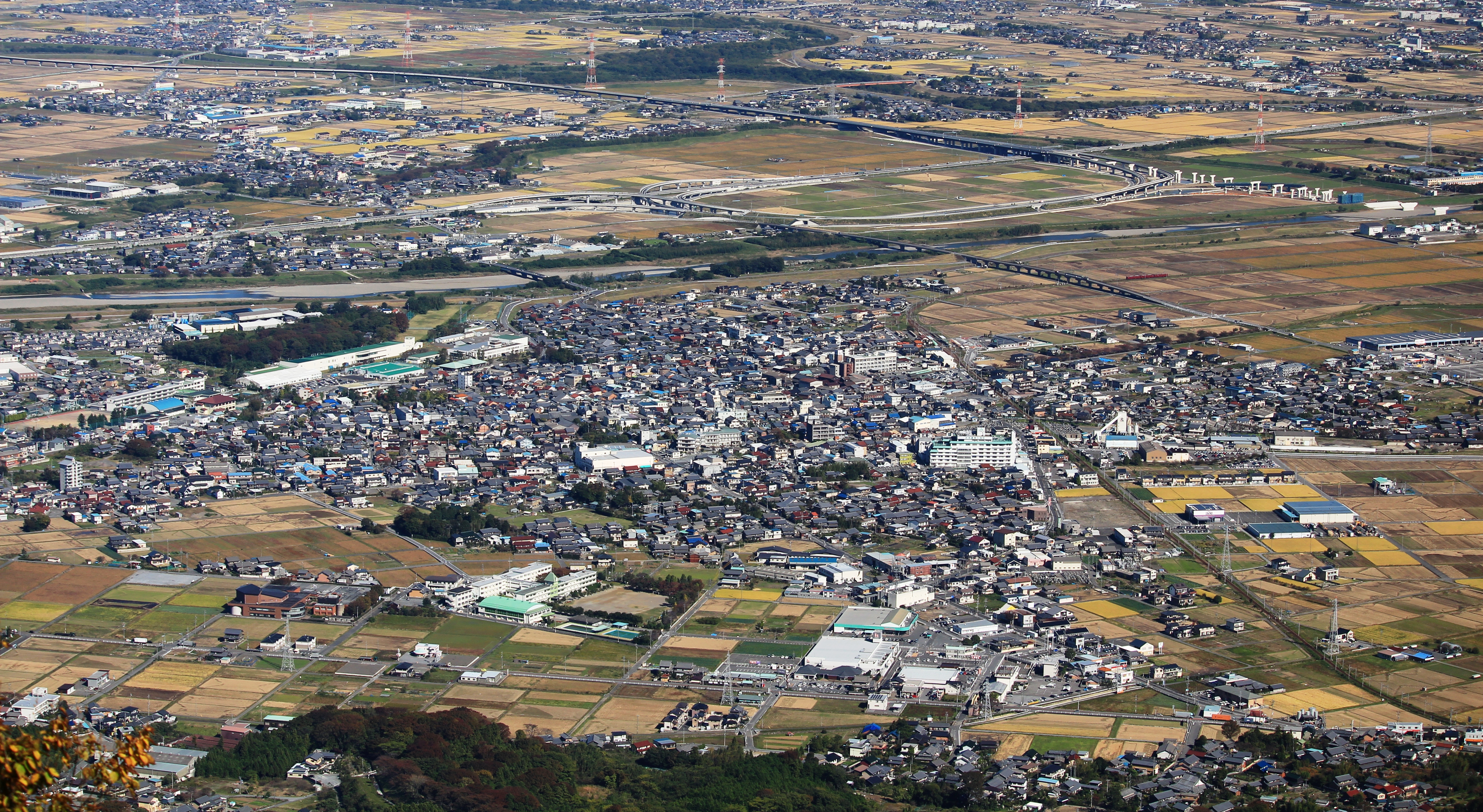
從養老山地俯瞰養老町城區，後方為養老系統交流道，杭瀨川對岸屬大垣市